# Speleological Union of Ireland
Die Speleological Union of Ireland (SUI, irisch Cumann Uaimheadóireachta na hÉireann) ist seit 1964 die offizielle Organisation der Höhlenforscher in Irland, die sowohl in der Republik Irland und auch in Nordirland aktiv tätig sind.

## Geschichte
SUI bildet seit 1985 zusammen mit der irischen Höhlenrettungsorganisation (Irish Cave Rescue Organisation) die SUICRO Vereinigung.
Die SUICRO veranstaltet seit der Gründung jährlich ein Symposium und gewährt auch Beihilfen zu internationalen Höhlenexpeditionen. Im August 2009 waren zwei irische Höhlenforscher in der Voronya-Höhle, der tiefsten bekannten Höhle der Welt, aktiv beteiligt.

## Veröffentlichungen
Die SUI veröffentlicht eine wissenschaftliche Zeitschrift mit dem Titel Irish Speleology. Die Zeitschrift der SUI erscheint jährlich in zwölf bis achtzehn Ausgaben und ist ein qualitativ hochwertiges Hochglanz-DIN-A4-Magazin. Die Newsletter-Ausgaben werden vierteljährlich im DIN-A5-Format herausgegeben.

## Trivia
Im August 2012 wurde die Kozłowski Fundation gegründet, die zusätzlich die Höhlenforschung in Irland unterstützt. Die Fundation wurde zur Erinnerung an Höhlentaucher und Entdecker Artur Kozłowski gegründet, der am 5. September 2011 im Alter von 33 Jahren bei der Erforschung einer Höhle beim Tauchgang ums Leben kam als ein Teil der Höhle einstürzte. Seine Leiche konnte erst nach umfangreichen Erdräumungen am 10. September 2011 aus einer Tiefe von 52 Metern aus dem rund 800 Meter langen wasserführenden Höhlengang geborgen werden.